# Dejan Galjen
Dejan Galjen (* 25. Februar 2002 in Pforzheim) ist ein deutsch-serbischer Fußballspieler.

## Karriere
Galjen, der aus einer serbischen Familie stammt, begann seine fußballerische Karriere in seiner Heimatstadt Pforzheim bei der SG Biet und wechselte von dort in die Jugend der Stuttgarter Kickers. Nach einer Station bei der TSG 1899 Hoffenheim schloss sich Galjen zur Saison 2019/20 den A-Junioren (U19) des Karlsruher SC an. Bis zum Saisonabbruch aufgrund der COVID-19-Pandemie im März 2020 spielte der Mittelstürmer 19-mal in der A-Junioren-Bundesliga und erzielte 4 Tore. Die Saison 2020/21, seine letzte Spielzeit im Juniorenbereich, wurde aufgrund der Corona-Pandemie im November 2020 nicht mehr fortgeführt. Daher konnte Galjen nur 4 Spiele absolvieren, in denen er 2 Tore erzielte. Ende April 2021 saß er unter dem Cheftrainer Christian Eichner erstmals bei der Profimannschaft in der 2. Bundesliga auf der Bank, kam aber nicht zum Einsatz. Bis zum Saisonende brachte es der 19-Jährige auf 2 Einwechslungen für die Profis.
Zur Saison 2021/22 wechselte Galjen in die viertklassige Regionalliga Nord zur zweiten Mannschaft von Werder Bremen. Nach einem Regionalligaeinsatz debütierte er unter dem Cheftrainer Markus Anfang am 4. Spieltag als Einwechselspieler in der Nachspielzeit beim 0:0 gegen seinen ehemaligen Verein für die Bremer Profis in der 2. Bundesliga. Wenige Tage später zog er sich im Training einen Kreuzbandriss zu und fiel bis zum Saisonende aus. Die Profis stiegen im weiteren Saisonverlauf in die Bundesliga auf. In der Saison 2022/23 gehörte Galjen ausschließlich dem Kader der zweiten Mannschaft an. Er erzielte in 30 Ligaeinsätzen 6 Tore, jedoch stieg die Mannschaft am Saisonende in die Bremen-Liga ab.
Zur Saison 2023/24 wechselte Galjen in Regionalliga Südwest zur zweiten Mannschaft des VfB Stuttgart. Dort gelangen ihm in 29 Ligaspielen 21 Treffer, womit er maßgeblich zum Aufstieg der Stuttgarter zweiten Mannschaft in die 3. Liga beitrug. Zum Titel des Torschützenkönigs reichten seine Tore jedoch nicht; hinter Phil Harres belegte Galjen den zweiten Platz in der Torschützenliste.
Nach einer Saison in Stuttgart wechselte er zum Zweitligaaufsteiger SSV Jahn Regensburg.

## Erfolge
- Aufstieg in die Bundesliga: 2022 (Werder Bremen)
- Meister der Regionalliga Südwest und Aufstieg in die 3. Liga: 2024 (VfB Stuttgart II)